# Borja García Freire
Borja García Freire (Torremocha de Jarama, Madrid, 2 de desembre de 1990) és un futbolista professional madrileny que juga com a migcampista.

## Carrera esportiva

### Rayo Vallecano
Borja García va estar jugant en les categories inferiors del Rayo Vallecano fins que durant la temporada 2009/10 va poder passar al filial, on va ascendir a segona divisió B. A banda de les seves bones actuacions amb l'equip B de Vallecas va jugar amb la selecció nacional sub-19 on va disputar la fase de classificació de l'Europeu.
En la següent temporada va ser ascendit al primer equip de la mà del seu entrenador del filial José Ramón Sandoval amb el qual va poder viure l'ascens a Primera Divisió. Va disputar 29 partits i va fer 3 gols. Finalment, no obstant de tenir contracte fins al pròxim 30 de juny, va ser declarat transferible.

### Córdoba
El 6 de juny de 2011 es va fer oficial el seu fitxatge pel Córdoba CF per quatre temporades. Va marcar 19 gols en 44 partits competitius durant la campanya pels andalusos, ocupant el cinquè lloc de la classificació de gols.

### Reial Madrid B
L'estiu del 2012, García es va incorporar a un altre equip de la segona categoria, el Reial Madrid Castella. Va jugar el seu partit número 100 en aquest nivell el 24 de març de 2013, contra el seu antic club, el Còrdova.
García va tornar a l'Estadio Nuevo Arcángel el 7 d'agost de 2014, després d'acordar-hi una cessió d'un any. Va fer el seu debut a La Liga a finals de mes, jugant tota la segona part en un empat 1-1 a casa amb el RC Celta de Vigo.
García va marcar el seu primer gol a la lliga espanyola el 21 de setembre de 2014, però en una derrota a casa per 1–3 contra el Sevilla FC.

### Girona i Huesca
El 26 d'agost de 2015, García va acceptar un contracte de dos anys amb el Girona FC després que el seu vincle amb el Reial Madrid expirés. El 15 de setembre de 2020, després de cinc anys com a titular indiscutible dels catalans, va passar a la SD Huesca, acabat d'ascendir a primera divisió, amb un contracte de tres anys. El 31 d'agost següent, després del descens d'aquest equip a la Primera divisió espanyola de futbol 2020-21, va marxar com a agent lliure.
García va tornar a Girona l'agost del 2021, amb un contracte de dos anys. Va aportar dos gols a l'ascens a primera des de la Segona divisió 2021–22, inclòs un en la victòria fora de casa per 2-0 davant la SD Eibar a les semifinals dels playoffs; posteriorment, va deixar de jugar sovint a causa d'una lesió.
El 2 de juliol de 2024, García va abandonar l'Estadi de Montilivi, amb un total de 233 aparicions en dos períodes.